# Лаферм (табачная фабрика)
Табачная фабрика «Лафе́рм» (Ленинградская табачная фабрика им. Урицкого, ныне ООО «Петро») — одна из старейших и крупнейших в Российской империи и Советском Союзе компаний — производителей табака и табачных изделий. Полное наименование — Товарищество фабрик табачных изделий под фирмою «Лафермъ». Производство и штаб-квартира компании располагались в Санкт-Петербурге по адресу: Средний проспект Васильевского острова, 36—40.
В 1999 году предприятие было куплено японской компанией Japan Tobacco International и стало называться «Петро».

## История
Табачная фабрика «Лаферм» была основана в столице Российской империи в 1852 году австрийским подданным Йозефом Гоффманом, бывшим католическим священником, прибывшим в Санкт-Петербург в 1840 году и впоследствии ставшим купцом 2-й гильдии, бароном Гупманом де Балбелла. Изначально будущая крупная компания представляла собой небольшую табачную лавку с мастерской, расположенную в арендованном помещении в Пассаже на Невском проспекте, в которой сам Гоффман с помощниками занимался изготовлением папирос на продажу.
Производство развивалось успешно, продукция отличалась высоким качеством, в результате чего в 1868 году мануфактура Гупмана де Балбелла была отмечена почётным званием Поставщик Двора Его Императорского Величества. В 1869 году к барону Балбеллу присоединились владельцы торгового дома «Стукен и Шпис», российские немцы Карл Стукен и Роберт Шпис. Втроём компаньоны зарегистрировали паевое Товарищество фабрик табачных изделий под фирмою «Лафермъ», устав которого был Высочайше утверждён 2 января 1870 года. Товарищество имело четыре специализированных магазина в Санкт-Петербурге и один в Москве.
Вскоре производство нового Товарищества было перенесено на 9-ю линию Васильевского острова в специально приобретённое для нужд компании здание, ранее принадлежавшее купцу К. И. Лоренцену. В 1890-е годы здание было значительно расширено и надстроено по проекту академика архитектуры Ю. Ю. Бенуа. В начале 1900-х годов фабрике «Лаферм» отошёл и соседний участок № 38, на котором в 1911 и 1913 годах были возведены шестиэтажные с мансардами производственные корпуса по проекту архитектора Р. И. Кригера.
К 1914 году фабрика «Лаферм» являлась первым табачно-папиросно-сигаретным производством России и считалась первой сигаретной фабрикой в мире. В том же году начала Первой мировой войны Товарищество фабрик табачных изделий под фирмою «Лаферм» представляло собой трест, объединявший 14 фабрик и контролировавший около двух третей производства табачных изделий империи.
После Октябрьской революции 1917 года фабрика была национализирована, ей было присвоено имя М. С. Урицкого.
В 1937 году на фабрике имени Урицкого началось производство папирос «Беломорканал», получивших впоследствии популярность в Союзе Советских Социалистических Республик. Рецептура «Беломорканала», разработанная выдающимся табачным мастером Василием Ивановичем Иоаниди, проработавшим на фабрике с 1905 по 1957 год, представляла собой смесь азербайджанских и молдавских табаков и строго сохранялась в секрете. Помимо «Беломорканала» выпускались папиросы «Фестивальные», «Зефир», «Северная Пальмира».
В 1941 году часть мощностей была эвакуирована в город Шадринск (ныне Курганская область), где была образована Шадринская государственная табачная фабрика. Вырабатывала курительный табак марок: «Армейский», «Казбек», «Самсун», «Уральский». В 1944 году фабрика выработала 427,5 тонн махорочного табака, 30 тонн курительного (желтого) и 62 млн штук папирос. Табачное производство в Шадринске было прекращено с 1 июля 1955 года, фабрика реорганизована в Шадринский ликеро-водочный завод.
На оставшихся в Ленинграде мощностях возник дефицит табачного сырья, поэтому в 1942 году начато производство махорки, суррогата махорки с применением листьев клёна и дуба, собранных в Ленинграде. В 1942 году на фабрике было налажено производство мин, снарядов, ручных гранат. Работницы (на фабрике в блокаду работали преимущественно женщины) собрали большие средства в фонд обороны и на строительство танка «Ленинградский табачник».
В 1992 году фабрика, приобретённая компанией R. J. Reynolds Tobacco Company, вошла в совместное Российско-американское предприятие «Р. Дж. Р. — Петро», которое произвело модернизацию производства и вывело его на окраину города.
В 1999 году предприятие было куплено японской компанией Japan Tobacco International и стало называться «Петро».
В 2002 году в реконструированных корпусах фабрики открылся торговый и общественный центр «Торговый остров».
Производственный комплекс ООО «Петро» находится по адресу: Санкт-Петербург, Петергофское шоссе, д. 71 и производит такие марки сигарет, как «Winston», «LD», «Camel», «Mevius», «Glamour», «Sobranie», «Play», «Русский Стиль», «Senator», «21 Век», папиросы «Прима».